# Нојдросенфелд
Нојдросенфелд (њем. Neudrossenfeld) општина је у њемачкој савезној држави Баварска. Једно је од 22 општинска средишта округа Кулмбах. Према процјени из 2010. у општини је живјело 3.948 становника. Посједује регионалну шифру (AGS) 9477142.

## Географски и демографски подаци
Нојдросенфелд се налази у савезној држави Баварска у округу Кулмбах. Општина се налази на надморској висини од 334 метра. Површина општине износи 50,2 km². У самом мјесту је, према процјени из 2010. године, живјело 3.948 становника. Просјечна густина становништва износи 79 становника/km².

## Међународна сарадња
| Мјесто     | Држава               | Врста сарадње | Од    |
| ---------- | -------------------- | ------------- | ----- |
| Шопрон     | Мађарска             | контакт       | 1990. |
| Марчингтон | Уједињено Краљевство | партнерство   | 1983. |
| Извор      |                      |               |       |